# Bob Lorimer
Robert Roy "Bob" Lorimer, född 25 augusti 1953, är en kanadensisk före detta professionell ishockeyback som tillbringade tio säsonger i den nordamerikanska ishockeyligan National Hockey League (NHL), där han spelade för New York Islanders, Colorado Rockies och New Jersey Devils. Han producerade 112 poäng (22 mål och 90 assists) samt drog på sig 431 utvisningsminuter på 529 grundspelsmatcher. Lorimer spelade också för Fort Worth Texans och Oklahoma City Blazers i Central Hockey League (CHL); Muskegon Mohawks i International Hockey League (IHL) samt Michigan Tech Huskies i National Collegiate Athletic Association (NCAA).
Han draftades i nionde rundan i 1973 års amatördraft av New York Islanders som 129:e spelare totalt, där Lorimer var med och vinna Stanley Cup för säsongerna 1979–1980 och 1980–1981.
Efter spelarkarriären har han arbetat inom den kanadensiska finansmarknaden i sin hemstad Toronto i Ontario.
Han är svåger till den före detta ishockeyspelaren Jim Nahrgang, som spelade själv i NHL mellan 1974 och 1978.

## Statistik
| 1971–1972   | Michigan Tech Huskies | NCAA        | 32  | 1  | 7  | 8   | 63  | —  | — | —  | —  | —  |
| 1972–1973   | Michigan Tech Huskies | NCAA        | 38  | 2  | 9  | 11  | 74  | —  | — | —  | —  | —  |
| 1973–1974   | Michigan Tech Huskies | NCAA        | 39  | 3  | 18 | 21  | 46  | —  | — | —  | —  | —  |
| 1974–1975   | Michigan Tech Huskies | NCAA        | 38  | 10 | 21 | 31  | 68  | —  | — | —  | —  | —  |
| 1975–1976   | Fort Worth Texans     | CHL         | 2   | 0  | 0  | 0   | 2   | —  | — | —  | —  | —  |
|             | Muskegon Mohawks      | IHL         | 78  | 6  | 21 | 27  | 94  | —  | — | —  | —  | —  |
|             | Oklahoma City Blazers | CHL         | —   | —  | —  | —   | —   | 3  | 0 | 0  | 0  | 2  |
| 1976–1977   | New York Islanders    | NHL         | 1   | 0  | 1  | 1   | 0   | —  | — | —  | —  | —  |
|             | Fort Worth Texans     | CHL         | 28  | 4  | 6  | 10  | 38  | 6  | 0 | 0  | 0  | 17 |
| 1977–1978   | New York Islanders    | NHL         | 5   | 1  | 0  | 1   | 0   | —  | — | —  | —  | —  |
|             | Fort Worth Texans     | CHL         | 71  | 6  | 13 | 19  | 81  | 14 | 1 | 7  | 8  | 25 |
| 1978–1979   | New York Islanders    | NHL         | 67  | 3  | 18 | 21  | 42  | 10 | 1 | 3  | 4  | 41 |
| 1979–1980   | New York Islanders    | NHL         | 74  | 3  | 16 | 19  | 53  | 21 | 1 | 3  | 4  | 41 |
| 1980–1981   | New York Islanders    | NHL         | 73  | 1  | 12 | 13  | 77  | 18 | 1 | 4  | 5  | 27 |
| 1981–1982   | Colorado Rockies      | NHL         | 79  | 5  | 15 | 20  | 68  | —  | — | —  | —  | —  |
| 1982–1983   | New Jersey Devils     | NHL         | 66  | 3  | 10 | 13  | 42  | —  | — | —  | —  | —  |
| 1983–1984   | New Jersey Devils     | NHL         | 72  | 2  | 10 | 12  | 62  | —  | — | —  | —  | —  |
| 1984–1985   | New Jersey Devils     | NHL         | 46  | 2  | 6  | 8   | 35  | —  | — | —  | —  | —  |
| 1985–1986   | New Jersey Devils     | NHL         | 46  | 2  | 2  | 4   | 52  | —  | — | —  | —  | —  |
| NHL totalt  | NHL totalt            | NHL totalt  | 529 | 22 | 90 | 112 | 431 | 49 | 3 | 10 | 13 | 83 |
| CHL totalt  | CHL totalt            | CHL totalt  | 101 | 10 | 19 | 29  | 121 | 23 | 1 | 7  | 8  | 44 |
| NCAA totalt | NCAA totalt           | NCAA totalt | 147 | 16 | 55 | 71  | 251 | —  | — | —  | —  | —  |